# Соседка (песня)
«Сосе́дка» — песня русского автора-исполнителя Олега Митяева, написанная им в 1986 году и впервые выпущенная на его первом официальном альбоме «Давай с тобой поговорим» в 1990 году. Является одной из самых известных песен барда. Ещё большую популярность она приобрела в исполнении Михаила Шуфутинского, у которого известна как «Ночной гость». Является неотъемлемой частью концертного репертуара обоих исполнителей.
В оригинальной записи и на концертах до конца 1990-х годов соло-партии на акустической гитаре исполнял Константин Тарасов. После него на концертах Митяеву подыгрывал Леонид Марголин.

## Версия Михаила Шуфутинского
В 1990 году, в ходе первых гастролей Шуфутинского по городам Советского Союза, за кулисами концерта в Челябинскe состоялось знакомство певца с Олегом Митяевым. По ходу встречи бард исполнил Шуфутинскому собственные песни на гитаре и подарил ему кассету со своими записями.
Только спустя три года Шуфутинский сделал кавер-версию «Соседки», которую, правда, выпустил под названием «Ночной гость» в рамках своего очередного альбома «Киса-киса». Изменений также коснулась строчка «На проспект спустилось небо», которую Шуфутинский переделал в «На Москву упало небо».
В большей степени, успеху данной версии поспособствовал клип на неё, режиссёром которого выступил Тигран Кеосаян. Долгое время он не мог придумать сценарий к своему будущему творению, пока его отец, известный советский режиссёр Эдмонд Кеосаян, не дал понять, что в клипе можно изобразить всё то, о чём поётся в песне. Как и во многих клипах Кеосаяна-младшего, в экранизации «Соседки» снялась его тогдашняя жена, актриса Алёна Хмельницкая.
После успеха песни в исполнении Шуфутинского и активной ротации клипа между Митяевым и певцом возникло недопонимание относительно авторских отчислений. Когда Шуфутинский обратился к Митяеву за новыми песнями, бард намекнул певцу на положенные роялти. Шуфутинский тогда якобы предположил, что Митяев подарил ему свои песни на безвозмездной основе, но чуть позже певец прислал барду сумму в тысячу долларов как «благодарность за творчество». Сам Митяев в своих интервью потом признавался, что очень доволен тем, какую работу проделал Шуфутинский над этой песней.
В 2009 году Шуфутинский участвовал с данной песней в выпуске телепередачи Первого канала «Достояние республики», посвящённом композициям жанра «городской романс». Примечательно, что в этом выпуске Олег Митяев также принял участие с песней «Лето — это маленькая жизнь».

## Факты
- Михаил Шуфутинский со временем на своих концертах и сборниках использовал оригинальное название песни. Его версия под оригинальным названием также вошла в сборник «Митяевские песни» (2006).
- В 2005 году Митяев вместе со своим аккомпанирующим составом перезаписал песню для сборника «Как здорово, что все мы здесь сегодня собрались».
- В 2006 году на юбилейном концерте Митяева в ГКД свою интерпретацию песни представила группы «Экс-ББ».
- Программа «Раз в неделю» сделала в 1996 году пародию на клип Тиграна Кеосаяна, однако для неё была написана оригинальная песня, соответствующая стилистике Шуфутинского. Пародию на самого Шуфутинского исполнил Сергей Сивохо.
- Программа «ОСП-Студия» сделала в 1998 году пародию на программу «Музобоз» (Музыкальное обозрение) с участием Михаила Шуфутинского (Михаил Шкафутинский), которого исполнил Андрей Бочаров. В рамках пародии была сделана собственная версия песни «Соседка» с рефреном «Это Клинтон обижает милых дам».
- У группы «Мурзилки International» есть пародия на эту песню под названием «Про Хиддинка и „Анжи“».
- Японскими переводчиками творчества Олега Митяева были сделаны хокку по мотивам его песен, среди которых была «Соседка»[6]. В обратном переводе на русский хокку звучит так:

Снова гость у соседки. Как назвать её, чтобы не обидеть одинокую женщину.
- Перевод также был сделан и немецкими исследователями творчества русских бардов. В ходе переводов немцы непосредственно обращались к Митяеву с расспросами, что он хотел сказать той или иной строчкой, и выдавали свои варианты. Митяев в этой ситуации пошёл на хитрость и выбирал те варианты, которые ему больше нравились. Бард позднее в своих рассказах шутил, что переводы получились лучше оригиналов[6].